# Изгнанники
«Изгнанники» (фр. Exils, 2004) — фильм в жанре роуд-муви, французского режиссёра Тони Гатлифа. Фильм получил приз за лучшую режиссуру на Каннском кинофестивале 2004 года.

## Сюжет
Зано и Наима, влюблённые, цыган и арабка, чьи родители родом из Алжира, решают отправиться на землю предков. Зано замуровывает в стену скрипку своего отца и ключи от квартиры, и влюблённые отправляются в путешествие. Путь их проходит через Францию, Испанию и Марокко, он полон приключений и новых знакомств.

## В ролях
- Ромен Дюрис — Зано
- Любна Азабаль — Наима
- Зухир Гасем — Саид
- Лейла Махлуф — Лейла
- Хабиб Шейк — Хабиб

## Музыка
Музыка для фильма была написана самим Тони Гатлифом. В картине звучит вокал Роны Хартнер, певицы и актрисы, снявшейся в других фильмах Гатлифа, «Странный чужак» (1997) и «Меня принёс аист» (1999).

## Награды и премии

### Номинации
- «Золотая пальмовая ветвь» Каннского кинофестиваля 2004 года[2]
- Премия «Сезар» 2005 года в категории «Лучшая музыка, написанная для фильма» — Тони Гатлиф и Дэльфин Мантуле[3]

### Награды
- Премия Каннского кинофестиваля 2004 года в категории «Лучший режиссёр» — Тони Гатлиф[4]